# Мімун Азауаг
Мімун Азауаг (нім. Mimoun Azaouagh, нар. 17 листопада 1982) — німецький футболіст марокканського походження, що грав на позиції півзахисника.
Виступав, зокрема, за «Бохум», а також молодіжну збірну Німеччини.

## Клубна кар'єра
Народився 17 листопада 1982 року у Марокко, але розпочав займатись футболом у німецькому Франкфурті-на-Майні. Там він встиг пограти за молодіжні клуби «Франкфурта» та «Айнтрахт», а 1999 року перейшов у академію клубу «Майнц 05», за який дебютував у серпні 2001 року в матчі Кубка Німеччини з менхенгладбаською «Боруссією». З вересня 2002 року Мімун став регулярним гравцем основної команди, якій допоміг вийти в Бундеслігу за підсумками сезону 2003/04. Пропустивши перші три матчі сезону 2004/05, Азауаг дебютував у Бундеслізі 11 вересня 2004 року у матчі проти «Баєра 04», а 18 вересня у наступному матчі забив дебютний м'яч у Бундеслізі у ворота «Армінії» (1:1).
На початку 2005 року Азауаг перейшов у «Шальке 04», але через травму коліна пропустив більше року. Мімун повернувся на поле 14 січня 2006 року в товариському матчі проти «Падерборна», а 4 березня дебютував за гельзенкірхенців у Бундеслізі проти «Ганновера 96». 16 березня 2006 року він дебютував у єврокубках, відігравши весь матч-відповідь 1/8 фіналу Кубка УЄФА з «Палермо» (3:0), забивши свій єдиний м'яч за клуб.
Так і не ставши основним гравцем у новому клубі, влітку 2006 року Азауаг вирушив за ігровою практикою в оренду назад в «Майнц», де забив два м'ячі у 26 матчах сезону 2006/07. Повернувшись до «Шальке», Мімун дебютував у Лізі чемпіонів у виїзному матчі групового етапу з «Челсі» (0:2), але і цього разу не зміг закріпитися в команді.
У січні 2008 року Азауаг був відданий в оренду «Бохуму» на другу половину сезону. Після того, як він забив три м'ячі та віддав шість гольових передач у 14 матчах, влітку 2008 року «Бохум» викупив Азауага у «Шальке». Спочатку футболіст стабільно виходив на поле, але поступово втратив місце в основі, через що у першій половині сезону 2010/11 тренер Фрідгельм Функель відправляв гравця в резервну команду. Після зимової перерви гравця поверну до першої команди, але основним гравцем він так і не став, тому влітку 2012 року покинув команду після завершення контракту.
Протягом 2012—2014 років Азауаг грав у Другій Бундеслізі за «Кайзерслаутерн». Залишивши клуб у 2014 році, Азауаг півтора роки залишався вільним агентом, поки в грудні 2015 року не підписав контракт із клубом «Гессен» (Драйайх) з Гессенліги до кінця сезону. Згодом грав за «Германію» (Бабенгаузен) як граючий тренер.

## Виступи за збірну
Протягом 2003—2004 років залучався до складу молодіжної збірної Німеччини, разом з якою брав участь у молодіжному чемпіонаті Європи 2004 року, де німці несподівано не вийшли з групи. Всього на молодіжному рівні зіграв у 6 офіційних матчах.
Після того, як ФІФА на конгресі в червні 2009 року скасувала вікове обмеження для зміни асоціації, на початку жовтня 2009 року Азауаг заявив, що хоче в майбутньому грати за збірну Марокко, однак так жодного разу до неї і не викликався.

## Особисте життя
Азауаг — бербер, представник етнічної групи, що походить із Північної Африки. Він говорить німецькою, англійською та берберською мовами, але не говорить арабською. Його батько Мохамед працював у структурі клубу «Франкфурт» з 2007 по 2017 рік, а брати Ахмед і Азіз також були футболістами.